# Gesta Hammaburgensis ecclesiae pontificum
Die Gesta Hammaburgensis ecclesiae pontificum (lat. Taten der Bischöfe von Hamburg) aus dem 11. Jahrhundert behandeln die Geschichte des Erzbistums Hamburg-Bremen. Das Werk stellt eines der bedeutendsten mittelalterlichen Geschichts- und Geographiewerke des nördlichen Europa dar. Möglicherweise ist es zugleich die älteste schriftliche Quelle zur Entdeckung Amerikas durch Europäer. Dabei deutet der Begriff Gesta auf den Anspruch als Tatsachenbericht hin.
Die Handschrift wurde vermutlich zwischen zirka 1070 und zirka 1076 von dem Bremer Domscholaster Adam von Bremen verfasst und bis zirka 1081/1085 mit Ergänzungen (Scholien) versehen. Ende des 16. Jahrhunderts wurde eine Kopie im Kloster Sorø (Dänemark) entdeckt. Eine inhaltliche Aufarbeitung erfolgte erst im 19. Jahrhundert.

## Bestandteile
Das Werk besteht aus fünf Teilen:
- Liber I – Geschichte des Erzbistums Hamburg-Bremen
- Liber II – Geschichte des Erzbistums Hamburg-Bremen
- Liber III – Biographie des Erzbischofs Adalbert von Bremen
- Descriptio insularum aquilonis – Geographie des nördlichen Europa
- M. Adami epilogus ad Liemarum episcopum – ein in Hexametern verfasstes Widmungsgedicht an Bischof Liemar von Bremen

Es ist in Mittellatein verfasst.

## Bedeutung
Für die norddeutsche Geschichtsschreibung ist der Text als ausführliche Beschreibung der Geschichte Norddeutschlands bis zum 11. Jahrhundert bedeutsam. Er stellt die Auseinandersetzungen zwischen Sachsen und Wenden ausführlich dar, ebenso die Auseinandersetzungen zwischen Sachsen und Dänen (Wikingern). Ein Schwerpunkt liegt in der Beschreibung des Lebens und der Regentschaft des Erzbischofs Adalbert von Bremen. Darüber hinaus liefert der Text umfangreiche Informationen zur politischen Geographie Norddeutschlands; er erwähnt zahlreiche Bischofssitze und Kirchen, beispielsweise Meldorf, Schenefeld, Verden, Pahlen, Ratzeburg. Auch für den Ostseeraum stellt der Text eine der frühesten ausführlichen Quellen dar. So sind Mecklenburg, Oldenburg in Holstein und Jumne erwähnt.
Von internationaler Bedeutung ist das Werk als älteste ausführliche Quelle zur Geographie Nordeuropas, insbesondere Skandinaviens. Adam von Bremen gibt als Quelle den Dänenkönig Sven Estridsson an, von dem er persönlich über die Entdeckungsreisen der Wikinger informiert worden sei. So stellt der vierte Teil (Descriptio insularum aquilonis) vor allem die Küsten und Inseln Skandinaviens sowie Grönlands und Amerikas (Vinland) dar.

## Neuere Forschung
Heute sind der Gesta Hammaburgensis ecclesiae pontificum als Tatsachenbericht beachtliche Fehler nachgewiesen. Das Werk geriet im Mittelalter nicht, was oftmals behauptet wurde, in Vergessenheit. Es wurde von mehreren Chronisten wie Helmold von Bosau, Saxo Grammaticus weiter verwendet. Teilweise gehen Diplomatiker und Historiker bei den Schriften von Fälschungen aus, deren Inhalt geografisch und historisch nicht ernst genommen werden könne. Unabhängig schwieriger Fragen zu den unterschiedlichen Handschriften, lassen sich die Bestandteile in allen fünf Teilen leicht als Fabeln erkennen. Beispielsweise wird Schonen von Adam als schönste Provinz Dänemarks bezeichnet. Da oben sitze ein heidnisches Zaubervolk, das so kräftige Sprüche kenne, dass dadurch gewaltige Walfische auf den Strand liefen. Das Baltische Meer führe seinen Namen deshalb, weil es sich gürtelförmig durch die skythischen Länder bis Griechenland erstrecke. Estland macht er zu einer Insel, auf der Menschen den Drachen zur Opferung gebracht werden. Druiden beschreibt er als ein eigenes Volk. Über Schweden hinaus gelange man zum Weiberland, zwischen Finnland und Estland liege dieses Land der Amazonen. Dort lebten bärtige Frauen mit hundsköpfigen Kindern, die, anstatt zu sprechen, bellten. Grönland bekam seinen Namen, weil die Leute dort vom Meer dunkelgrün aussähen. Vinland sei eine Insel im Ozean, hinter der es keine bewohnte Erde mehr gäbe, sondern nur Eis und Nacht. Dort am Ende der Welt gähne ein furchtbarer Strudel. Manche Angaben über die nächste Umgebung von Hamburg und Bremen zeigen, dass der Verfasser nicht weit und nur selten aus Bremen herausgekommen sein kann. Der Ort Hammaburg wird in den höchsten Tönen gelobt, obwohl er zu dieser Zeit in Schutt und Asche gelegen haben dürfte. Auffallend oft werden Orte verwechselt, beispielsweise Irland mit Schottland, Maastricht mit Utrecht. Auch vertauscht Adam von Bremen Visurgis, die Weser, mit Vistula, der Weichsel.
Nach Ansicht der Forscher tauchten die drei unterschiedlichen Quellmanuskripte mit den Auseinandersetzungen während der Reformation auf, in welche aktuelle Erkenntnisse dieser Zeit wie die Entdeckung Amerikas und die astronomischen Gewissheiten des Kopernikus‘ aufgenommen wurden. Kernaussage der Gesta sei die Behauptung, dass Hamburg eine frühe erzbischöfliche Stellung und das Erzbistum Bremen eine Zuständigkeit für über die Reichsgrenzen hinaus reichende Missionsgebiete besaß, was jedoch zur Zeit der Abfassung umstritten war.

## Überlieferungsgeschichte und erhaltene Fragmente

### Handschriften und Texthistorie
Das Originalmanuskript des Adam von Bremen ist nicht erhalten. Es existieren insgesamt 22 unterschiedliche Abschriften, von denen die älteste auf etwa 1100 datiert wird.
Die heute benutzten Rekonstruktionen basieren auf den Editionen von Georg Waitz und insbesondere Bernhard Schmeidler, dessen Einteilung der Quellmanuskripte in die Versionen A, B und C noch heute Gültigkeit hat. Nach Schmeidler gab es drei Fassungen, die von Adam von Bremen selbst stammen: seine Arbeitsfassung (A), das Werk, das er Erzbischof Liemar schenkte (a) und ein Exemplar (X), das er behielt und in das er Ergänzungen (scholia) eintrug. Keine der Ursprungsfassungen ist erhalten.
Das bedeutendste Manuskript – Version A – ist ÖNB Wien, cod. 521 (A1), das aus der 1. Hälfte des 13. Jahrhunderts stammen soll und in der Österreichischen Nationalbibliothek (vormals: Wiener Hofbibliothek) aufbewahrt wird. Der Codex Vossianus Latinus, VLQ 123 – aufbewahrt in der Universitätsbibliothek Leiden – aus der Zeit um 1100 enthält sieben Kapitel des zweiten Buches sowie das vierte Buch einschließlich der Scholia. Wichtige Version-A-Manuskripte sind der Kopenhagen-Codex sowie zwei Kopien im Hamburgischen Staatsarchiv.
Die Manuskripte der Versionen B und C stammen nach Schmeidlers Textanalysen von der Fassung X ab, enthalten jedoch unterschiedliche Scholien. Zur Version B gehört der Codex z, der 1161/1162 im Zisterzienserkloster Sorö (Seeland, Dänemark) entstand und 1728 in der Universitätsbibliothek Kopenhagen einem Feuer zum Opfer fiel. Einige Kopien dieses Codex sind erhalten. Die Version C-Manuskripte stammen von einer weiteren Kopie der Fassung X ab. Die Königliche Bibliothek Kopenhagen verfügt über die Manuskripte C1 und C3. Letzteres, das Fragment NKS 1463 2, eine Pergamentmakulatur, stammt wahrscheinlich aus dem 14. Jahrhundert. Es besteht aus einem einzigen, 28,5 × 21,3 cm großen Pergamentblatt. Es enthält Teile des ersten Buches. Dieses Fragment war als Deckblatt für Rechnungen der Präfektur Nyborg für das Jahr 1628 verwendet worden.

### Druckfassungen
Die älteste gedruckte Textfassung – nach dem heute verschollenen Manuskript C2 – wurde 1595 von Erpold Lindenbrog gedruckt. Nachdrucke erfolgten in seinen Scriptores rerum septentrionalium in den Jahren 1609 und 1630. Joachim Johannes Mader (Helmstedt) gab 1670 eine revidierte Version heraus, diese wurde 1706 von J. A. Fabricius in Hamburg nachgedruckt. Das vierte Buch wurde von Johannes Messinus in Stockholm 1615 und von Stephanus Johannes Stephanius in Leiden 1629 herausgegeben.
Die älteste kritische Edition stammt von Johann Martin Lappenberg aus dem Jahr 1846. Sie basiert auf dem Manuskript A1 und wurde in der MGH-Reihe Scriptores rerum Germanicarum herausgegeben. 1876 gab Georg Waitz eine Revision der Lappenberg-Edition heraus. Die heute noch aktuelle Edition stammt von Bernhard Schmeidler und wurde erstmals 1917 ebenfalls in der MGH-Reihe Scriptores rerum Germanicarum herausgegeben. Nachdrucke erfolgten 1977 und 1993.
Die älteste Übersetzung eines Teiltextes stammt von Johan Fredrich Peringskiöld, der den vierten Teil im 18. Jahrhundert in das Schwedische übersetzte. Carsten Miesegaes publizierte die erste deutsche Übersetzung 1825 in Bremen.

## Editionen
Lateinischer Originaltext
- Bernhard Schmeidler (Hrsg.): Scriptores rerum Germanicarum in usum scholarum separatim editi 2: Adam von Bremen, Hamburgische Kirchengeschichte (Magistri Adam Bremensis Gesta Hammaburgensis ecclesiae pontificum). Hannover 1917 (Monumenta Germaniae Historica, Digitalisat)
- Revidierte Ausgabe von 1876; das Vorwort von G. Waitz wiederholt bis auf die letzten beiden Absätze das Vorwort der Ausgabe von 1846 in: Georg Heinrich Pertz u. a. (Hrsg.): Scriptores (in Folio) 7: Chronica et gesta aevi Salici. Hannover 1846, S. 267–389 (Monumenta Germaniae Historica, Digitalisat).
- Gesta Hammaburgensis Pontificum Liber I. Erster Teil in der lateinischen Wikisource nach der revidierten Ausgabe von 1876.
- Adam von Bremen: Gesta Hammaburgensis ecclesiae pontificum. In: Werner Trillmich, Rudolf Buchner (Hrsg.): Quellen des 9. und 11. Jahrhunderts zur Geschichte der Hamburgischen Kirche und des Reiches. (FSGA 11), 7. Auflage. Darmstadt 2000, ISBN 3-534-00602-X, S. 137–499.

Deutsche Übersetzung
- Johann Christian Mauritz Laurent: Adam’s von Bremen Hamburgische Kirchengeschichte. (= Geschichtschreiber der deutschen Vorzeit. Band XLIV [44]).
  - 1. Auflage Berlin 1850. Digitalisat
  - 2. Auflage Leipzig 1893, bei Wikisource: Überblick, 1., 2., 3., 4. Buch